# Christian Kern

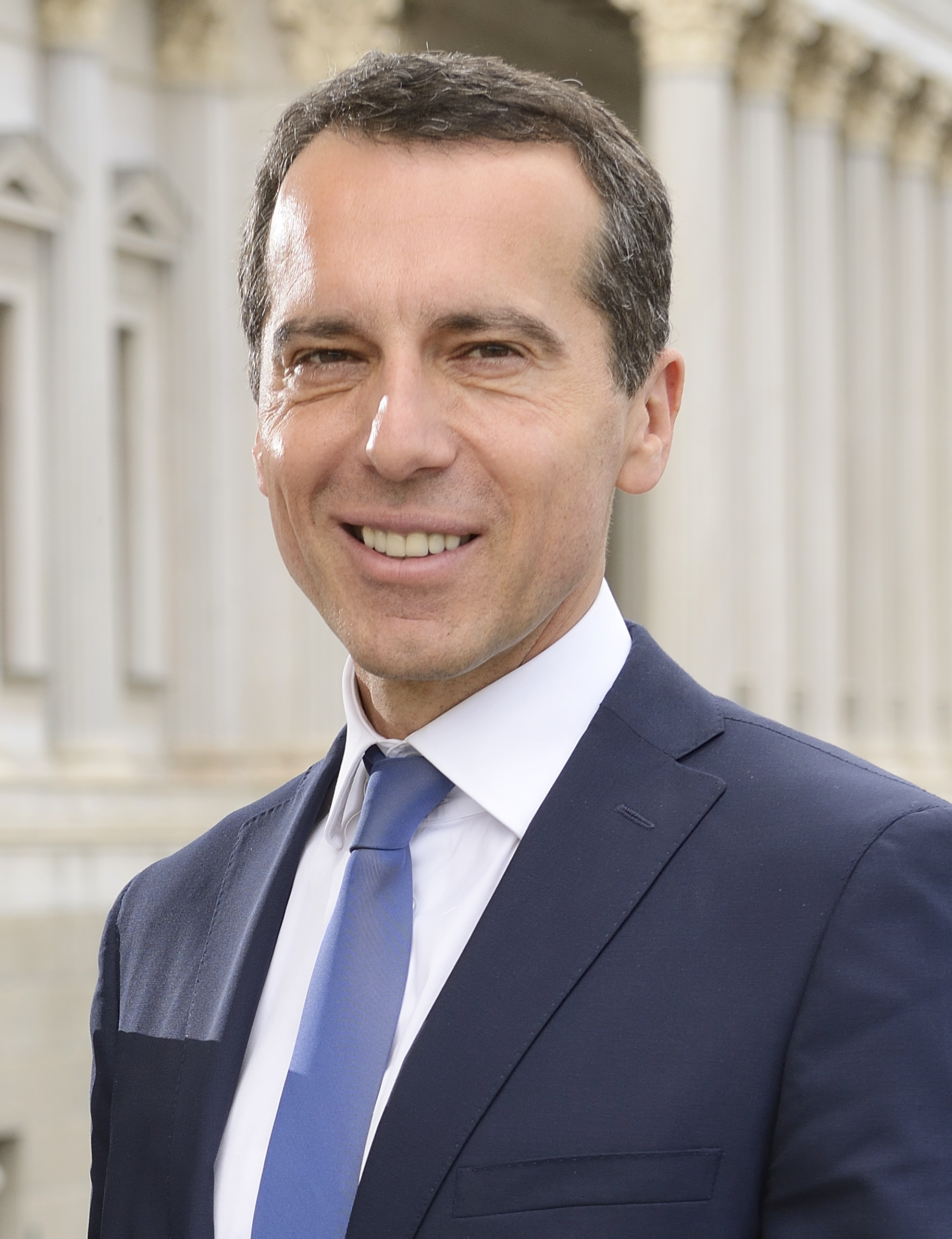
Christian Kern (2016)

Christian Kern (* 4. Jänner 1966 in Wien) ist ein österreichischer Manager und ehemaliger Politiker (SPÖ). 
Von Mai 2016 bis Dezember 2017 war er Bundeskanzler der Republik Österreich sowie von 2016 bis 2018 Parteivorsitzender der Sozialdemokratischen Partei Österreichs. 
Kern war von 2010 bis 2016 Vorstandsvorsitzender der Österreichischen Bundesbahnen (ÖBB). Seit September 2022
ist Kern Geschäftsführer der ELL Austria, einer Leasinggesellschaft für Schienenfahrzeuge mit Sitz in Wien.
Zudem ist er seit März 2023 Obmann-Stellvertreter des überparteilichen „BürgerInnen Forums Europa“.
Seit Oktober 2024 ist Kern Vizepräsident des Europäischen Forums Alpbach.

## Leben
Christian Kern wuchs als Sohn einer Sekretärin und eines Elektroinstallateurs in der Kaiser-Ebersdorfer Straße im Wiener Bezirk Simmering auf. Die Eltern betrieben dann auch ein Milchgeschäft in Favoriten. Später erwarb der Vater eine Taxilizenz und fuhr Taxi. Die Mutter kümmerte sich um die Kinder. Christian Kern maturierte im Bundesgymnasium und Bundesrealgymnasium Gottschalkgasse 21 in Simmering. Anschließend studierte er Publizistik und Kommunikationswissenschaft an der Universität Wien und schloss das Studium 1997 ab (Mag. phil.). Danach absolvierte er eine postgraduale Ausbildung am Management-Zentrum St. Gallen von Fredmund Malik.

### Beruflicher Werdegang
Im Jahre 1989 begann er seine Karriere als Wirtschaftsjournalist, unter anderem im Wirtschaftspressedienst und bei Option – österreichisches Wirtschaftsmagazin der Wirtschafts-Printmedien GmbH.
Im Jahr 1991 wurde er in der Bundesregierung Vranitzky III Assistent des Staatssekretärs Peter Kostelka im öffentlichen Dienst im Bundeskanzleramt. 1994 wurde Kern Büroleiter und Pressesprecher des Klubobmannes des SPÖ-Parlamentsklubs im Nationalrat. Zwischen 1996 und 2000 war er Mitglied im ORF-Kuratorium. Auch Verbund-AG-Vorstand Hannes Sereinig war Mitglied des Kuratoriums und suchte einen Assistenten. Kern bot sich selbst an und so wechselte er 1997 zum Verbund.
Ab 1999 war er Bereichsleiter für strategisches Marketing und Verkaufssteuerung. Im Jahr 2000 stieg er zum Geschäftsführer der Verbund Stromvertriebsgesellschaft mbH auf und hatte diese Position bis Dezember 2002 inne. Von Oktober 2002 bis Mai 2007 war er Vorstandsmitglied der damaligen VERBUND-Austrian Power Trading AG (heute: VERBUND Energy4Business GmbH) und seit 2001 Prokurist der Verbund AG. Danach wurde er ab Juni 2007 Vorstandsmitglied der Verbund AG und für die Bereiche Mergers & Acquisitions Ausland, Beteiligungsmanagement und -entwicklung sowie für das Hochspannungsnetz zuständig.

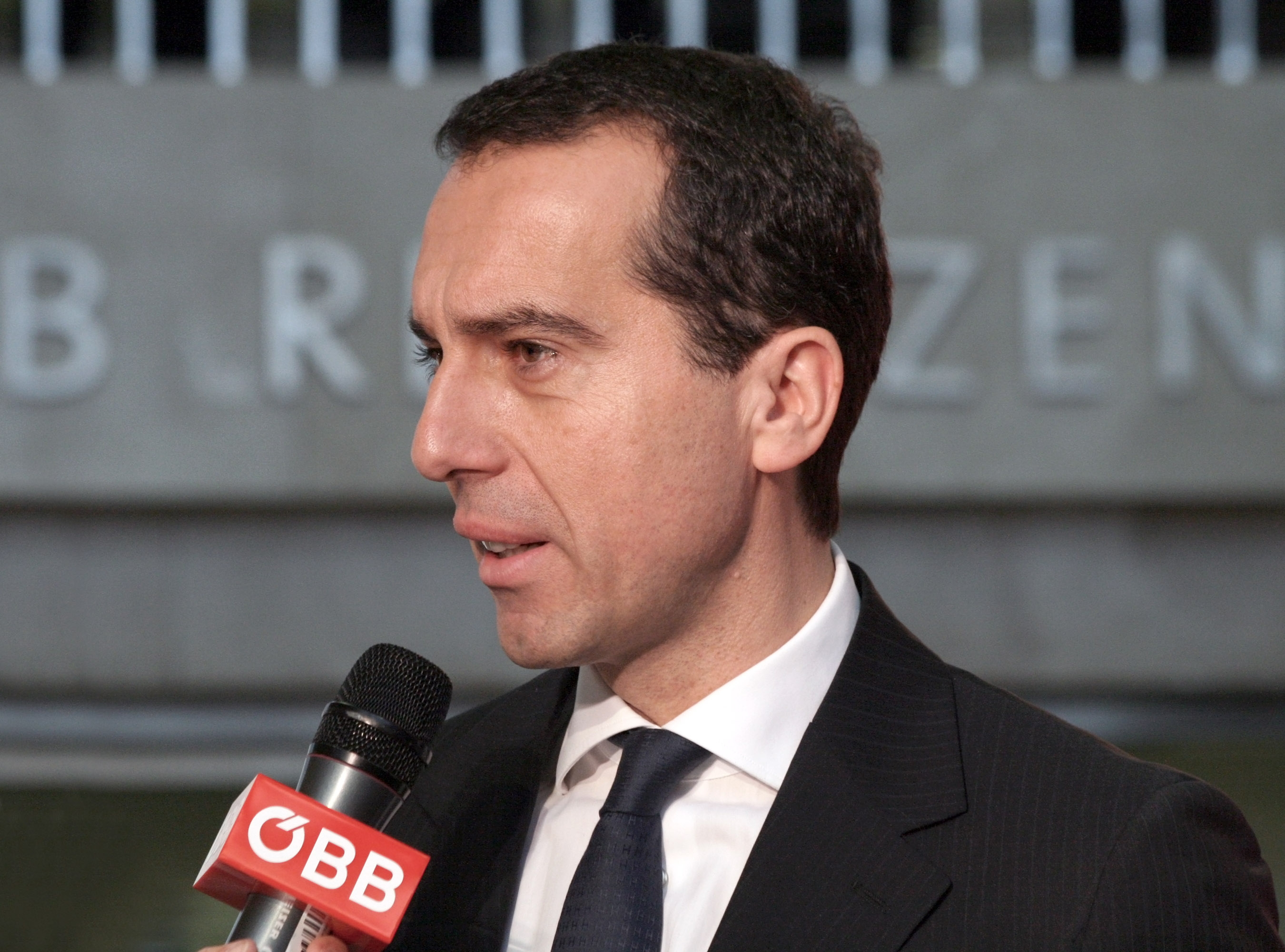
Kern bei der Eröffnung der BahnhofCity Wien West (2011)

Ab dem 7. Juni 2010 war Kern Vorstandsvorsitzender der ÖBB-Holding AG und für die Bereiche Strategie, Kommunikation, Personal und den Güter- bzw. Personenverkehrsbereich zuständig. In diesem Zeitraum war er auch Aufsichtsratsvorsitzender verschiedener Tochtergesellschaften, wie etwa der Rail Cargo Austria (RCA), der ÖBB-Personenverkehr Aktiengesellschaft und der ÖBB-Infrastruktur Aktiengesellschaft. 2014 wurde seine Vertragslaufzeit bei der ÖBB vorzeitig bis 2019 verlängert.
Am 1. Jänner 2014 wurde Kern für zwei Jahre zum Vorsitzenden der Gemeinschaft der Europäischen Bahnen gewählt. In diesem Amt wurde er am 24. September 2015 für weitere zwei Jahre bestätigt.
Nach erfolgreichen Verhandlungen um das Amt des Vorstandsvorsitzenden der RHI AG wechselte Kern aber als Bundeskanzler in die Politik. Mit seinem Antritt als Bundeskanzler wurden alle seine Funktionen im Bahnbereich obsolet, da er als Kanzler keine weiteren Berufstätigkeiten und Ämter ausüben durfte.

### Politik

#### Anfänge

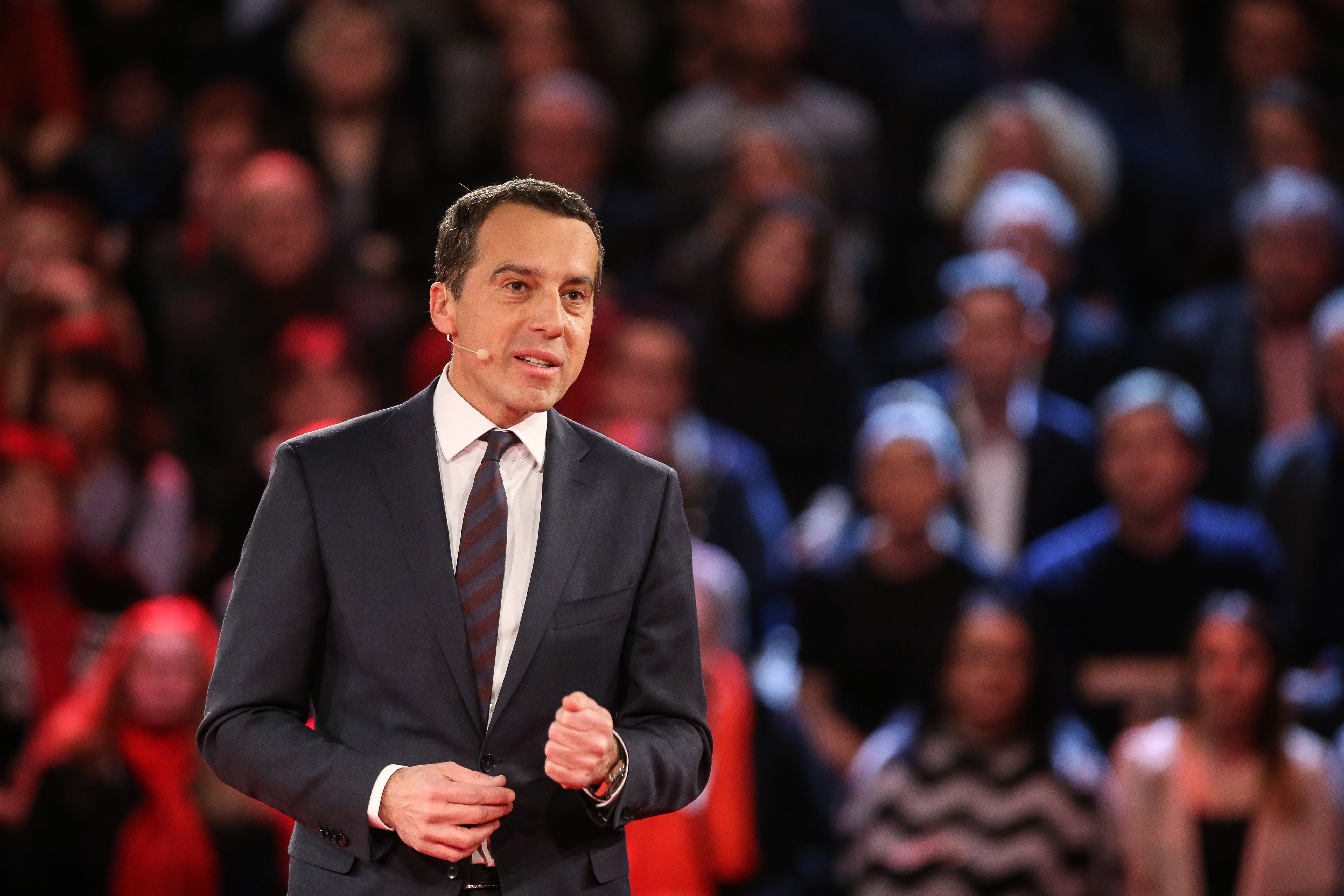
Kern bei seiner Vorstellung des SPÖ-Grundsatzprogramms „Plan A“ in Wels (Jänner 2017)

Schon als Schüler war er einmal Klassensprecher und später auch Schulsprecher. Kern war als Gymnasiast Mitbegründer der Alternativen Liste Simmering, einer Bezirksliste der Vorgängerorganisationen der Grünen, und war bei der Gründung der Grünalternativen – Demokratische Liste (GAL) dabei. Ein Buch von Günther Nenning soll ihn dann aber zum Sozialdemokraten gemacht haben. Während seines Studiums engagierte er sich auch im Verband Sozialistischer Student innen in Österreich (VSStÖ) und war Chefredakteur des VSStÖ-Magazins Rotpress – Zeitschrift für Hochschule, Politik und Kultur. Bei der Hochschülerschaftswahl 1989 war er Spitzenkandidat für den Wiener VSStÖ. Er war Schulungsreferent, wobei er auch Gramsci-Schulungen organisierte und etwa über sein Konzept der Hegemonie debattiert wurde.

#### Parteivorsitzender und Kanzler
Nachdem Kern bereits früher mehrfach als möglicher Nachfolger Werner Faymanns als österreichischer Bundeskanzler genannt worden war, war er nach dessen Rücktritt am 9. Mai 2016 neben Gerhard Zeiler und Brigitte Ederer erneut als Kandidat für die Nachfolge im Gespräch. Nachdem sich, bis auf die Wiener SPÖ, alle Landesorganisationen für ihn ausgesprochen hatten, einigte sich der Bundesparteivorstand am 12. Mai 2016 auf Kern als Nachfolger Faymanns für das Amt des Bundeskanzlers und in der Funktion des Parteivorsitzenden.
Am Vormittag des 17. Mai 2016 wurde Kern im zuständigen Bundesparteigremium für die neuen Ämter bestätigt. Am Nachmittag wurde er von Bundespräsident Heinz Fischer als Bundeskanzler angelobt. Mit der Regierungsumbildung vom 18. Mai, in welcher der sozialdemokratische Teil der Bundesregierung maßgeblich umgebaut worden war, ging die Bundesregierung Faymann II in die Bundesregierung Kern über.
Beim außerordentlichen Parteitag der SPÖ am 25. Juni 2016 wurde Kern mit rund 96,8 Prozent der Delegiertenstimmen zum Parteivorsitzenden gewählt und löste damit den geschäftsführenden Parteichef Michael Häupl ab. Als Schwerpunkt für seine beabsichtigte Regierungsarbeit skizzierte Kern eine Reihe von Maßnahmen, die zu Vollbeschäftigung bis zum Jahr 2020 führen sollten und die er in Anlehnung an das Programm des vormaligen US-Präsidenten Roosevelt New Deal nannte.
Am 3. September 2016 kritisierte Kern angesichts der durch die EU-Wettbewerbskommissarin Margrethe Vestager ausgesprochenen milliardenschweren Steuernachforderung an das Unternehmen Apple in einem Interview mit dem Standard den Umstand, dass in Österreich „jedes Wiener Kaffeehaus, jeder Würstelstand […] mehr Steuern als ein globaler Konzern“ zahle. In Hinblick auf Steueroasen in der EU sagte er: „Was Irland, die Niederlande, Luxemburg oder Malta hier tun, ist unsolidarisch gegenüber der restlichen europäischen Volkswirtschaft.“
Zum kurz vor dem Abschluss stehenden Freihandelsabkommen der EU mit Kanada, CETA, ließ Christian Kern im September 2016 SPÖ-Mitglieder per Online-Voting abstimmen. Die Abstimmung stand auch Nicht-Parteimitgliedern offen und erbrachte bei zirka 23.000 Teilnehmern eine Ablehnung von 88 Prozent. Auf Drängen Christian Kerns reagierte die EU-Kommission darauf, indem sie eine neunseitige Erklärung ausarbeitete, die unter dem Namen „Beipackzettel“ bekannt wurde und umstrittene CETA-Kapitel präzisierte. Die SPÖ stimmte daraufhin entgegen dem Ausgang der Parteibasisbefragung der vorläufigen Anwendung des Freihandelsabkommens zu.
Am 11. Jänner 2017 stellte Kern in Wels sein Grundsatzprogramm („Plan A“) vor, was auch als Wahlprogramm für eine allfällige vorgezogene Nationalratswahl im Jahr 2017 interpretiert wurde.
Zwei Wochen später richtete Kern ein Ultimatum an den Koalitionspartner, um wesentliche Punkte des Plans A in das Regierungsprogramm aufzunehmen. Die Koalition einigte sich schließlich nach Verhandlungen auf ein neues Regierungsprogramm. Ein Schwerpunkt dabei war die beabsichtigte Reduzierung der Arbeitslosigkeit für die Altersklasse 50+ mit der Aktion 20.000.

#### Wahlkampf 2017 und die Silberstein-Affäre
Am 10. Mai 2017 erklärte Vizekanzler und ÖVP-Chef Reinhold Mitterlehner überraschend seinen Rücktritt. Sein Nachfolger an der Parteispitze wurde Außen- und Integrationsminister Sebastian Kurz. Dieser beendete kurze Zeit später die Koalition und rief vorgezogene Neuwahlen aus.
Ein Thema im Wahlkampf war die Migration, da im Sommer 2017 die Bootsüberfahrten von Libyen über das zentrale Mittelmeer einen Höhepunkt erreichten. Kern nannte hierbei die Forderungen des ÖVP-Spitzenkandidaten Kurz zur Schließung dieser Mittelmeerroute populistischen Vollholler (im Sinne von „großer Blödsinn“; Holler = Holunder). Obwohl diese umgangssprachliche Wortwahl nur in einem Hintergrundgespräch mit Journalisten fiel, wurde sie zum geflügelten Wort, da sie von Medien aufgegriffen wurde, und in Folge zum Wort des Jahres 2017 gekürt.

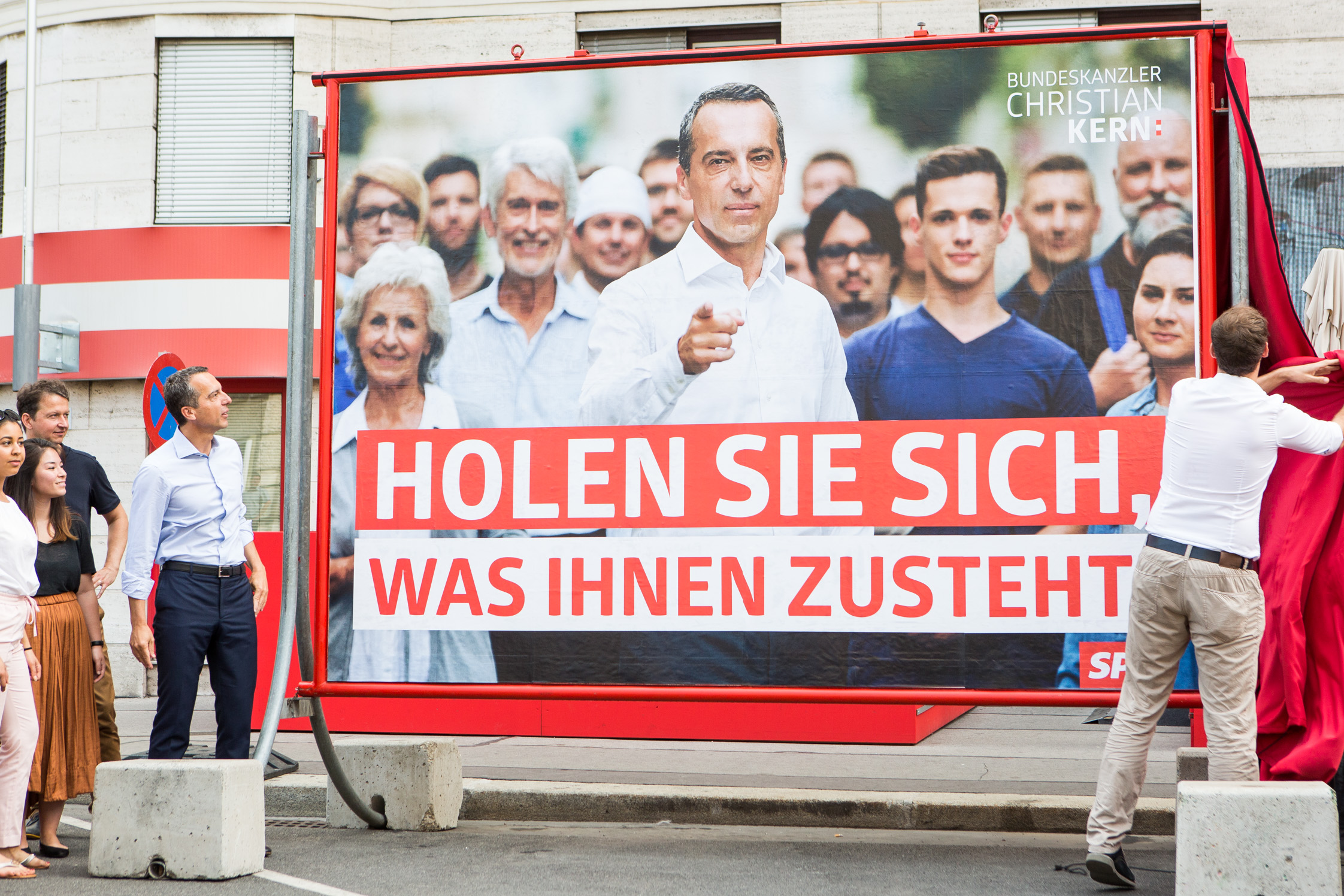
Präsentation Plakatsujets (2017)

Kern und die SPÖ orientierten sich beim Wahlkampf am „Plan A“ und setzten auf traditionell sozialdemokratische Themen wie die Forderungen nach einer Erbschaftssteuer oder einem Mindestlohn. Der Wahlkampf war auch durch Pannen der SPÖ gekennzeichnet, so kam es in Kerns Wahlkampfteam sogar zu Handgreiflichkeiten und dem Rücktritt des bisherigen Kampagnenleiters Stefan Sengl. Das Ende des Wahlkampfes war durch die Silberstein-Affäre geprägt, nachdem bekannt wurde, dass der von Kern engagierte Wahlkampfberater Tal Silberstein gemeinsam mit einem Team in einem Wiener Büro Facebook-Seiten betrieb, die von der ÖVP als Versuch des Dirty Campaigning bezeichnet wurden. Daraufhin trat zwei Wochen vor der Wahl der SPÖ-Bundesgeschäftsführer Georg Niedermühlbichler zurück, bestritt aber jede direkte Beteiligung.
Bei der Nationalratswahl am 15. Oktober 2017 überholte die ÖVP die SPÖ mit deutlichem Abstand und wurde stimmenstärkste Partei. Die SPÖ konnte leicht hinzugewinnen, hielt ihren Stimmenanteil aus der Nationalratswahl 2013 und landete als Zweite knapp vor der FPÖ, die ebenfalls deutlich zulegte. Durch Abwanderung von Stimmen, unter anderem zur SPÖ, schieden die Grünen nach 31 Jahren aus dem Nationalrat aus.

#### Opposition
Nach der Wahl bildeten die ÖVP und FPÖ die Bundesregierung Kurz I. Kern wurde als SPÖ-Klubobmann Oppositionsführer im Nationalrat. Aufsehen erregte die Gehaltsaufbesserung, durch die die SPÖ Christian Kern zusätzliche 6129 Euro monatlich gewährte, ebenso wie seine Umschreibung der türkis-blauen Bundesregierung als Moskauer Pyramide. Zwei B‘soffene, die sich gegenseitig abstützen. Insgesamt wurde von Kommentatoren die Oppositionsarbeit der SPÖ unter Kern als „nicht spürbar“ bewertet.
In dieser Zeit wurde unter der Federführung von Kern ein neues SPÖ-Parteiprogramm ausgearbeitet und zudem eine verstärkte Mitwirkung der SPÖ-Mitglieder an der Parteipolitik angestrebt. Nach Kerns Rücktritt wurde diese Reform hingegen vorerst fallen gelassen.

#### Rücktritt
Mitte September 2018 gab Kern bekannt, als Spitzenkandidat der SPÖ bei der Wahl zum EU-Parlament im Mai 2019 anzutreten und den Parteivorsitz spätestens nach der Wahl zurückzulegen. Da die SPÖ nicht auf einen Rückzug Kerns vorbereitet war, verlief die Suche nach einem neuen Vorsitzenden sehr chaotisch. Schließlich wurde Pamela Rendi-Wagner als erste Frau an der Spitze der SPÖ zu Kerns Nachfolgerin bestellt. Kern gab – aufgrund von Unmut der Parteimitglieder und -funktionäre über seine Vorgehensweise, sich selbst als Spitzenkandidaten für die EU-Wahl aufzustellen sowie seinen raschen unabgesprochenen Rücktritt und laut eigenen Aussagen seiner Einbindung in das „innenpolitische Klein-Klein“ – Anfang Oktober schlussendlich seinen vollständigen Rücktritt aus der Politik bekannt. Kern will sich laut eigenen Angaben künftig „Wirtschaft und Unternehmertum“ widmen.
Als Kerns Nachfolger als Klubobmann im Nationalrat wurde ebenfalls Pamela Rendi-Wagner gewählt. Spitzenkandidat für die EU-Wahl wurde Andreas Schieder, der zuvor geschäftsführender Klubobmann war. Sein Nationalratsmandat übernahm im November 2018 Katharina Kucharowits.

### Nach der Politik
Nach seiner Verabschiedung beim SPÖ-Bundesparteitag im September 2018 gab Kern bekannt, in die Blue-Minds-Gruppe seiner Ehefrau Eveline Steinberger-Kern einzusteigen und als Tech-Unternehmer zu arbeiten. 2022 gab er seine Gesellschafterposition bei der Blue Minds Group auf und übernahm als Nachfolger von Christoph Katzensteiner die operative Führung der European Locomotive Leasing (ELL). Eine Kandidatur bei der SPÖ-Mitgliederbefragung 2023 schloss Kern aus.
Ab Juli 2019 war Kern Mitglied des Aufsichtsrats der russischen Staatsbahn RŽD. Im Frühjahr 2019 war als Begründung für das Aufsichtsratsmandat Kerns dessen gute Vernetzung in Moskau angeführt worden. So soll er beim Sankt Petersburger Wirtschaftsforum als Stargast von Präsident Wladimir Putin gegen die internationalen Sanktionen gegen Russland nach der völkerrechtswidrigen Annexion der Krim aufgetreten sein. Das Amt legte er am 24. Februar 2022 wegen des russischen Überfalls auf die Ukraine zurück. Er begründete dies damit, dass die Staatsbahn Bestandteil einer Kriegslogistik geworden sei. Seit September 2022 ist er als Geschäftsführer der ELL Austria GmbH tätig.
2019 wurde er außerdem Präsident des vom Unternehmerverband CEATEC (China Europe Association for Technology and Economic Cooperation) ins Leben gerufenen European China Business Councils.
Im Oktober 2024 wurde Kern als Vizepräsident in den Vorstand des European Forum Alpbach gewählt.

### Privates
Kern wurde erstmals im Alter von 22 Jahren Vater und zog seinen ersten Sohn einige Jahre alleine auf. Heute hat er drei Söhne und eine Tochter aus zwei Ehen. Er war mit Karin Wessely, einer Scheidungsanwältin und ehemaligen Kommunalpolitikerin in Mödling, von 1985 bis 1988 verheiratet; mit ihr hat er drei Söhne. Mit Eveline Steinberger-Kern hat er eine Tochter. Kern ist konfessionslos und war vom Bundesheer befreit.
Kerns Sohn Nikolaus und Eveline Steinberger-Kern waren auch im Wahlkampf 2017 aktiv. Nikolaus Kern sorgte für mediale Aufregung, als er auf Twitter das Vorgehen von Sebastian Kurz bei seiner Übernahme des ÖVP-Chefsessels mit derjenigen des ugandischen Diktators Idi Amin verglich.
Nikolaus Kern trat 2019 aus der SPÖ aus. Kerns zweite Ehefrau war zusammen mit Hans Peter Haselsteiner und Brigitte Ederer an der Gründung einer Plattform namens „Weil’s um was geht“ beteiligt, die auf die Verhinderung einer Regierungsbeteiligung der FPÖ abzielte.

## Auszeichnungen
Im Juni 2013 erhielt Kern von der Israelitischen Kultusgemeinde Wien die Marietta und Friedrich Torberg-Medaille für die von ihm initiierte Aufarbeitung der Rolle der Bahn während der NS-Zeit, deren Ergebnisse in der ÖBB-Ausstellung „Verdrängte Jahre“ präsentiert wurden.

## Veröffentlichungen
Kern verfasste mehrere analytische und programmatische Texte. Zu diesen Arbeiten zählen Texte zur Medienpolitik in Österreich, zur Rolle der ÖBB, aber auch zur Politik der FPÖ unter Jörg Haider. Zu seinen Herausgebern zählten unter anderen auch die ÖVP-Politiker Erhard Busek und Andreas Khol.
- Christian Kern: Media Monitoring: Die innenpolitische Berichterstattung der österreichischen Tages- und Wochenzeitungen 1993. Diplomarbeit. 1997. Universität Wien.